# 18世紀の航空

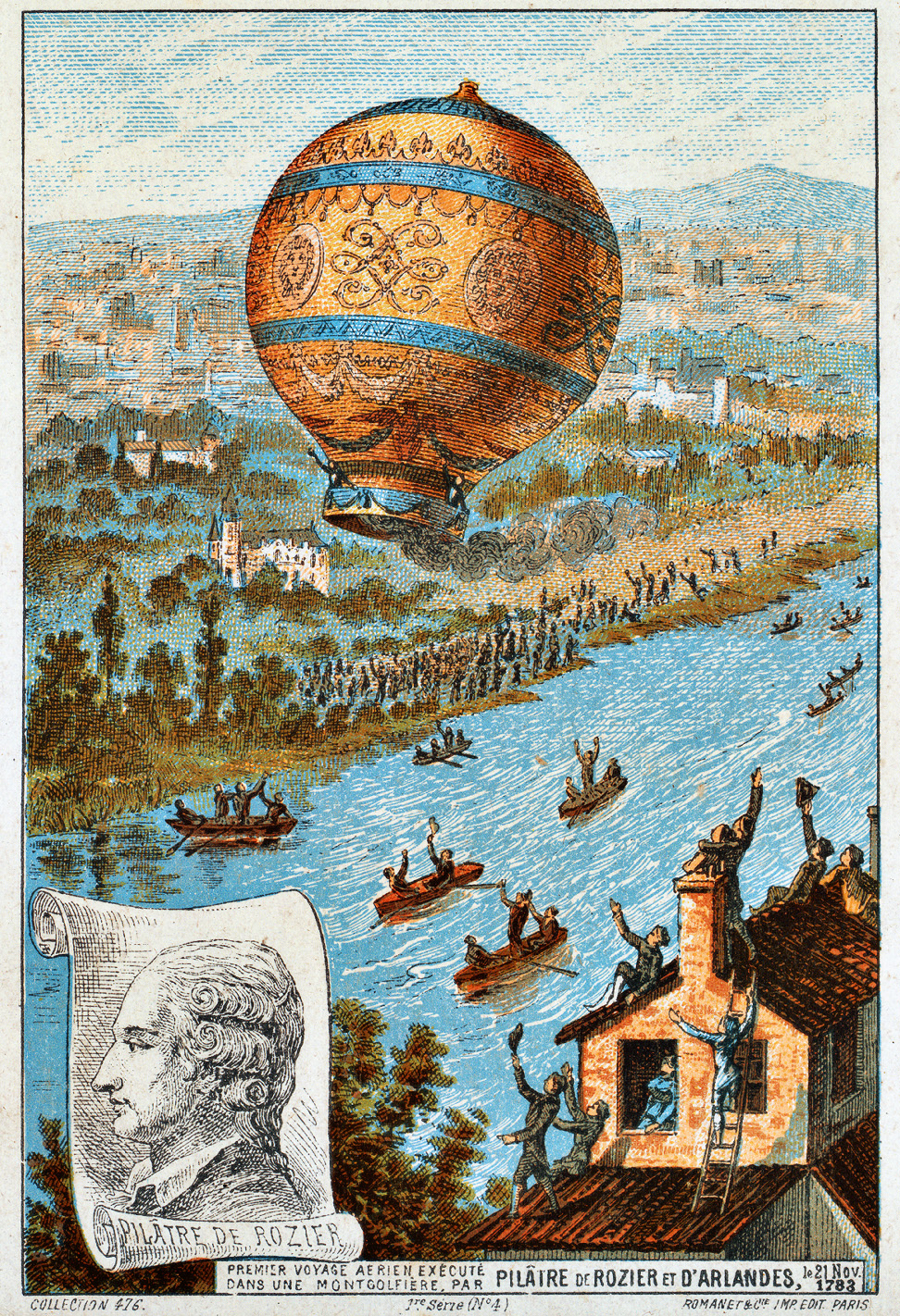
1783: 熱気球による有人飛行

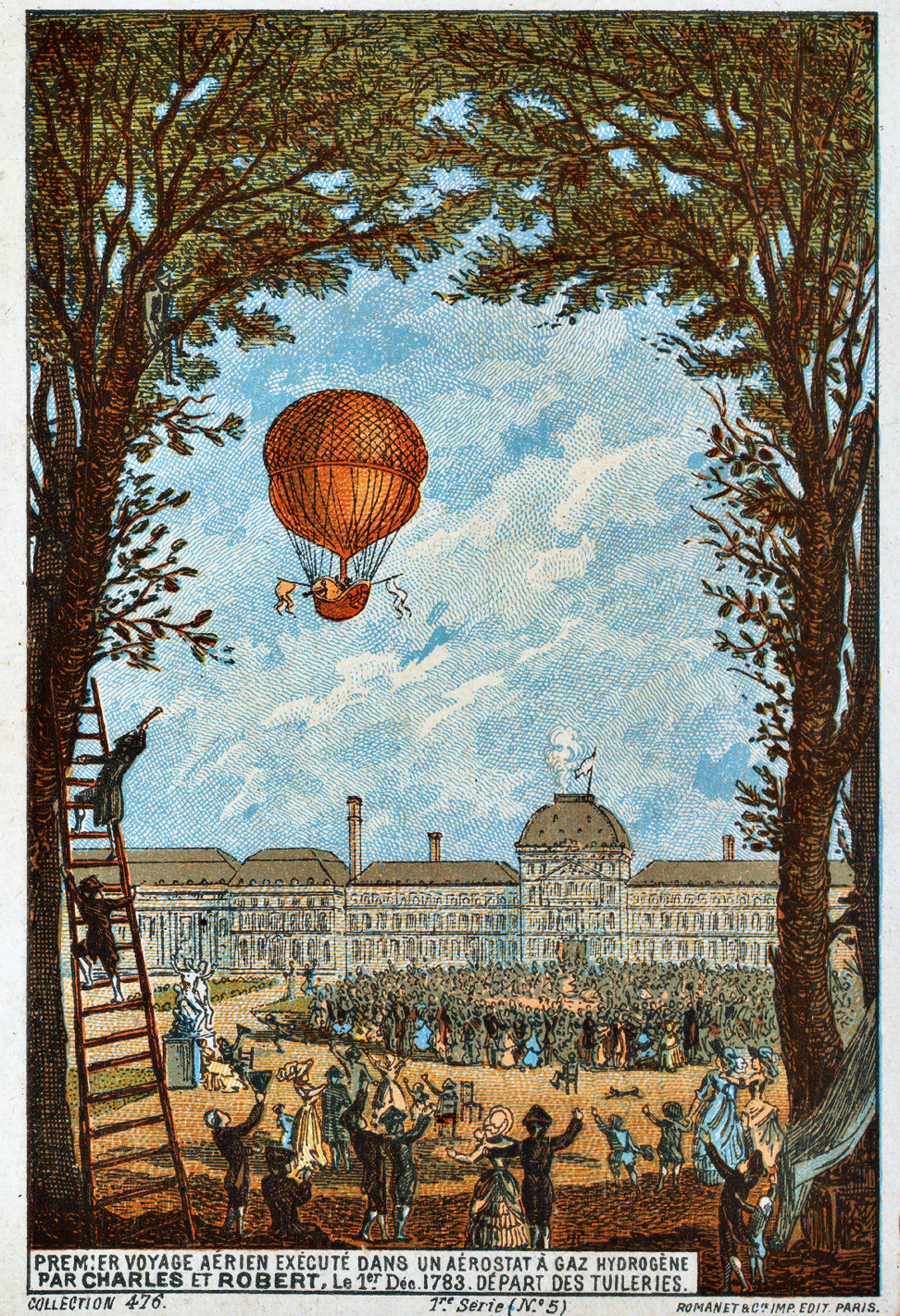
1783: 最初の水素気球

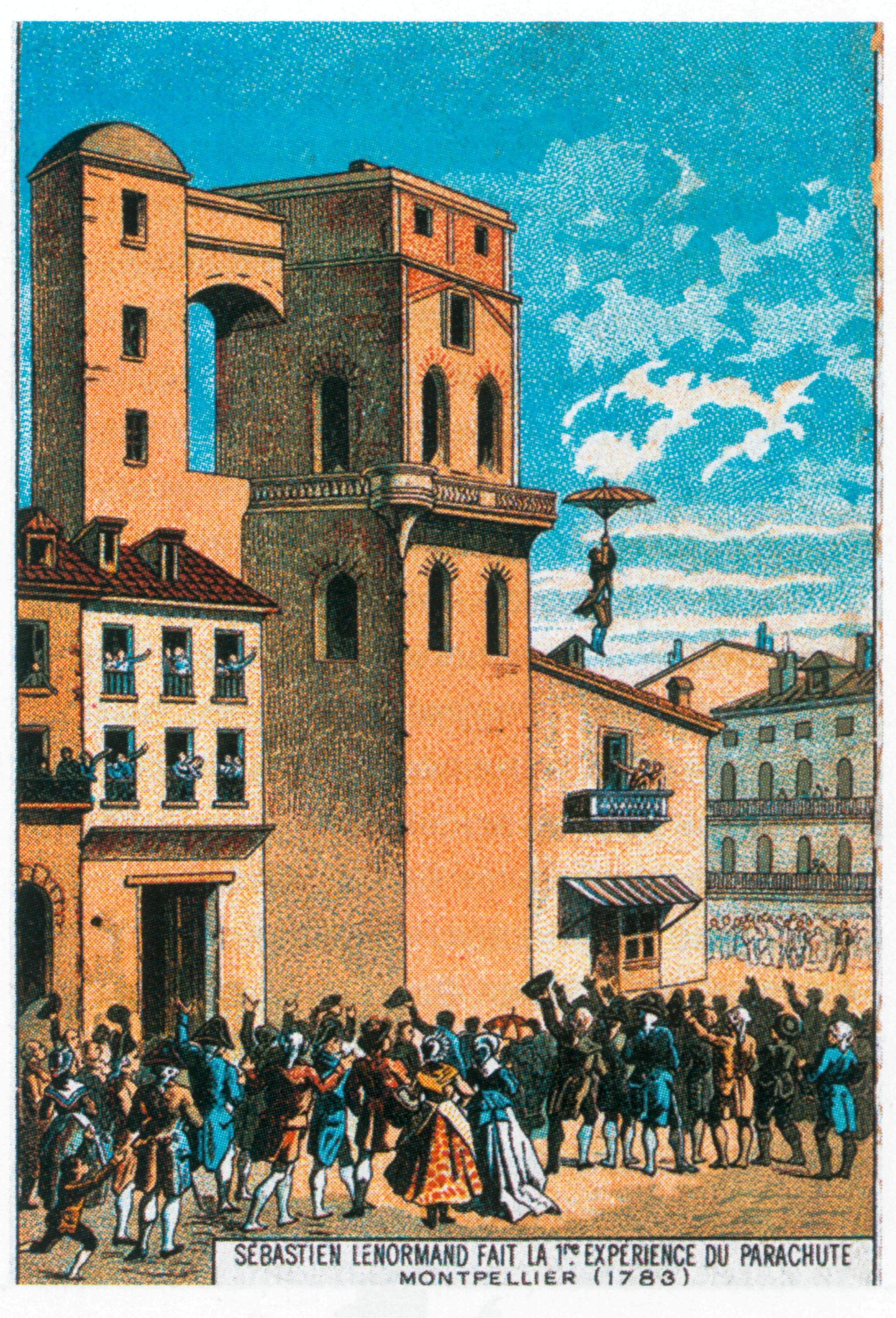
1783: ルイ＝セバスチャン・ルノルマンのパラシュート

18世紀の航空（18せいきのこうくう）は、18世紀の航空に関する出来事の年表である。

## 1700年代 - 1770年代
- 1709年
  - 日付不詳 - ポルトガル人バルトロメウ・デ・グスマン、空中船「パッサローラ」の特許を取得。同年、熱気球の模型実験に成功。
- 1714年
  - 日付不詳 - スウェーデンの科学者、哲学者のエマヌエル・スヴェーデンボリが飛行機械の設計図をノートに残した。
- 1767年
  - 日付不詳 - ドイツ人メルヒオール・バウアー、「空中車」を考案。

## 1780年代
- 1781年
  - 日付不詳 - バーデン大公国の建築家カール・フリードリヒ・メールヴァインが人力オーニソプターで飛行を試みる。
- 1783年
  - 11月21日 - モンゴルフィエ兄弟の熱気球に、ビラトール・ド・ロジェとフランソワ・ダルランドが搭乗して初の有人飛行に成功。
  - 12月1日 - ジャック・シャルルと助手のロベールが水素気球で有人飛行に成功。
  - 12月26日 - フランスの発明家、ルイ＝セバスチャン・ルノルマンが塔から、枠組みのある4mほどのパラシュートでジャンプを行った。
- 1784年
  - 6月6日 - フランス人のジャン＝ピエール・ブランシャールがスペインで最初の気球飛行を試みるが、上昇中に気球が壊れ、ブランシャールは負傷した。
  - 8月24日 - イギリスのジェームズ・タイトラーが熱気球での飛行に成功した。
  - 9月19日 -ロベール兄弟が乗った、ジャック・シャルルとジャン＝バティスト・ムーニエの設計した気球"La Caroline"がパリからバーヴリーまでの6時間40分で186kmの飛行を行い、バーヴリーに着陸した。史上初めて100kmを越える飛行であった。
  - 日付不詳 - フランスにおける気球の飛行実験が科学アカデミーの気球委員会を中心となって審査して許可を行うようになった[1]。
  - 日付不詳 - フランスのジャン＝バティスト・ムーニエが科学アカデミーに、84mの長さの楕円形の気嚢にボート型のゴンドラを吊るして80人の人力で駆動するプロペラで推進する飛行船の計画を提案するが実行には移されなかった。
- 1785年
  - 1月19日 - ダブリン近郊でアイルランドのリチャード・クロスビーが水素気球で飛行を行った。
  - 1月 - ジャン＝ピエール・ブランシャールとジョン・ジェフリーズが水素気球により、初のドーヴァー海峡横断飛行。
  - 日付不詳 - アイルランドのタラモアの町に水素気球が墜落して火災がおき130軒の家が燃える惨事が起きた。
  - 日付不詳 - 浮田幸吉が滑空飛行に成功したとされる。
- 1786年
  - 6月18日 - フランスのピエール・テステュ＝ブリシが最初の夜間の気球飛行を行った。
- 1787年
  - 日付不詳 - 琉球の花火師、飛び安里がオーニソプターで飛んだと伝えられる。
- 1788年
  - 日付不詳 - 櫟斎老人が平賀源内の生涯をつづった『 平賀実記』に平賀源内が長崎でオランダ人から軽気球を買い取り、江戸へ持ち帰ったという記述がされた[2]。

## 1790年代
- 1791年

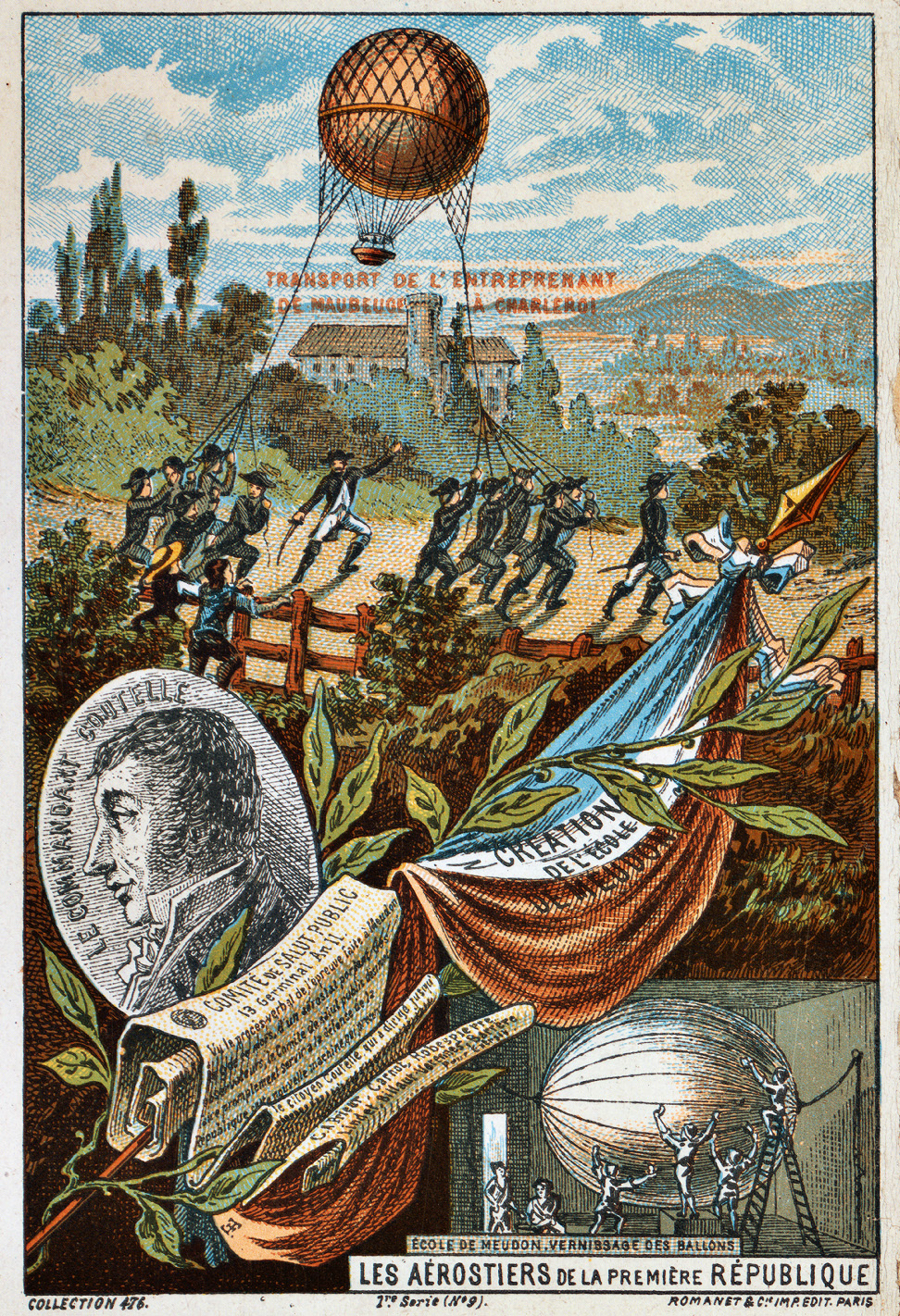
フランス航空部隊の気球

  - 日付不詳 - 林子平の『海国兵談』に帆を張った軽気球の図が描かれる。
- 1792年
  - 11月 -スペインのセゴビアの砲兵学校の化学の教授を務めていたフランスの化学者、ジョゼフ・プルーストが熱気球を設計しカルロス4世の前で砲兵を乗せて飛行させ、気球の軍事利用のデモンストレーションを行った。
- 1793年
  - 5月15日 - スペインの農夫ディエゴ・マリン・アギレラがグライダーで滑空したとされる。
- 1794年
  - 6月2日 - フランス革命軍にフランス航空部隊が編成され、気球、L'Entreprenantを装備してオーストリア軍との戦いで砲撃の偵察のために使用が始められた
- 1797年
  - 10月 - フランスの発明家、アンドレ＝ジャック・ガルヌランが気球からパラシュートで降下した。
- 1799年
  - 日付不詳 - ジョージ・ケイリー、固定翼の着想を得る。